# Équipe pastorale
 (octobre 2023).
Si vous disposez d'ouvrages ou d'articles de référence ou si vous connaissez des sites web de qualité traitant du thème abordé ici, merci de compléter l'article en donnant les références utiles à sa vérifiabilité et en les liant à la section « Notes et références ».
Une équipe pastorale est une équipe de laïcs dirigés par un prêtre catholique qui s'occupe de la pastorale, de la liturgie et de la catéchèse au sein d'une paroisse. 
La formation d'équipes pastorales a été suscitée par le concile Vatican II (1962-1965), qui avait demandé une plus grande participation du laïcat à l'intérieur des diocèses et des églises catholiques. Plusieurs personnes sont appelées à faire du bénévolat au sein de l'Église.   
Les équipes pastorales peuvent être orientées vers la pastorale jeunesse (en), la pastorale des aînés, la pastorale urbaine, la pastorale des malades, la pastorale liturgique, la pastorale du mariage, etc. Les agents de pastorale ont pour la plupart remplacé les sous-diacres et les abbés dans l'accomplissement des fonctions de l'Église.    
L'observation des rites liturgiques par les équipes pastorales a été l'objet de polémiques : ainsi l'instruction Redemptionis Sacramentum de Jean-Paul II (2004) visait à réduire ce qui lui semblait relever de l'abus liturgique. 
Les agents pastoraux sont chargés de former et d'animer les communautés chrétiennes à la foi, ainsi qu'à leur unité.